# منتخب إنجلترا لهوكي الحقل للرجال
منتخب إنجلترا لهوكي الحقل للرجال (بالإنجليزية: England men's national field hockey team)‏ هو ممثل إنجلترا الرسمي في المنافسات الدولية في هوكي الحقل .

## طالع أيضًا
- منتخب إنجلترا لهوكي الحقل للسيدات